# Lazare Carnot
Lazare Nicolas Marguerite Carnot (født 13. maj 1753 i Nolay, Côte-d'Or, død 2. august 1823 i Magdeburg) var en fransk ingeniør og politiker under den Franske Revolution. Han var far til Nicolas Léonard Sadi og Hippolyte Carnot.
Carnot blev født i Nolai i Bourgogne og var søn af en advokat. Oprindelig bestemt til den gejstlige stand kastede han sig over matematikken og de militære videnskaber, blev ingeniørløjtnant og kaptajn og vakte snart opmærksomhed ved originale arbejder om befæstningskunst og dristig kritik af ingeniørkorpset.
En tid var han fængslet ved lettre de cachet. 1791 blev Carnot af departementet Pas-de-Calais valgt til medlem af den lovgivende forsamling, 1792 til medlem af Nationalkonventet. Her helligede han sig navnlig de militære sager, tog ikke hyppig ordet, da han kun var en mådelig taler, men arbejdede ufortrøden i de udvalg og sendefærd, hvoraf han var medlem. Han stemte for Ludvig 16. af Frankrigs henrettelse.
Marts 1793 foreslog han udsendelse af kommissærer fra konventet til hærene og sendtes selv til Nordarmeen, hvor han kun ved et tilfælde slap for at dele skæbne med Armand-Gaston Camus, Pierre Riel de Beurnonville og andre, som af Charles François Dumouriez blev fængslede og udleverede til østrrigerne, da denne besluttede sig for at skifte side. Efter Dumouriez’ flugt over til fjenden berejste Carnot en stor del af Frankrigs nordgrænse og lod grænsefæstningerne lige fra Lille til Kanalen betydelig forstærke.
14. august fik han sæde i Velfærdskomiteen, hvor han med en kort abrydelse ledede hærvæsenet indtil marts 1795, en meget kritisk tid. Ihærdig, indesluttet og alvorlig, som han var, indelukkede han sig her i sit departement, arbejdede utrættelig i sine bureauer eller på tilsynsrejser, nøjet med tarveligt underhold og sin kaptajnsrang. Carnot indlagde sig udødelige fortjenester af Frankrig; han skabte 14 armeer, som pp landets forskellige grænser holdt gjenden stangen, forsynede dem med officerer, ambulancer og intendanturvæsen, sørgede for klæder, våben og forplejning til dem alle, genoprettede disciplinen, armerede og forstærkede fæstninger og udarbejdede felttogsplaner.
Hauchards sejr ved Hondschoote skal for en del være hans værk, og da Jean-Baptiste Jourdan sejrede ved Wattignies, var Carnot selv til stede på valpladsen.
Under reaktionen efter 9. thermidor frafaldt Carnot ikke sine strenge republikanske principper og forsvarede modigt forhadte kolleger som Bertrand Barère, men han tog afstand fra
Rædselsperiodens gerninger ved at erklære, at hans store arbejde helt havde optaget ham, så at det endog var ham umuligt at læse, hvad han underskrev – en påstand, den beundrende eftertid gerne har villet godkende, men som langtfra helt holder stik.
29. maj 1795 forlangtes det i Konventet, at Carnot skulle sættes under anklage; men anklagen blev til intet, da et medlem af forsamlingen udbrød: "Sætte sejrens organisator under anklage!!". Siden den tid har tilnavnet "Sejrens Organisator" været knyttet til Carnots navn.
Da Direktoriet indstiftedes, blev Carnot 1795 medlem af dette, men blev snart uenig med Paul Jean Barras, blev bagtalt, udskreget for hemmelig royalist og efter 4. september 1797 dømt til deportation til Cayenne. Han flygtede til Tyskland og udgav der et retfærdiggørelsesskrift, som ikke uvæsentlig bidrog til flere af hans fordums kollegers fald.
Efter Napoleons statskup 18. brumaire blev Carnot kaldt tilbage, og april 1800 gjorde Bonaparte ham til krigsminister; men da Carnot som redelig republikaner ikke kunne billige førstekonsulens ærgerrige planer, afleverede han sin portefeuille og trak sig tilbage til privatlivet. 27. marts 1802 modtog han dog en plads i Tribunatet. Her optrådte han mod det gryende Kejserdømme; han stemte mod oprettelsen af Æreslegionen, mod Napoleons konsulat på livstid, endelig også mod kejserdømmet.
Efter tribunatets ophævelse levede han som privatmand, sysselsat med arbejder over matematiske emner, ingeniørvidenskab og befæstningskunst. Da Frankrig 1814 truedes med invasion af de allierede, meldte den gamle republikaner sig hos kejseren for at bidrage sit til at forsvare fædrelandet; Napoleon modtog ham med åbne arme og betroede ham at forsvare det stærke Antwerpen, som Carnot da også holdt til Paris’ kapitulation.
I de 100 dage udnævnte Napoleon ham til greve og pair af Frankrig og betroede ham indenrigsministeriet. Som minister stræbte han at hindre fremkomsten af additionalakten til forfatningen, men uden held. Efter Slaget ved Waterloo og Napoleons anden tronfrasigelse blev Carnot medlem af den provisoriske regering; men da Ludvig 18. af Frankrig efter den anden Restauration udelukkede ham som "kongemorder" fra amnestien af 1815, måtte Carnot forlade Frankrig. Han gik til Polen og derfra til Magdeburg, hvor han døde.
1882 blev der i hans fødeby rejst et monument til hans ære. 1889 blev hans støv overført fra Magdeburg til Paris og 4. august samme år stedet til hvile i Pantheon.
Carnot var desuden en frugtbar skribent, navnlig på det matematiske og krigsvidenskabelige område. Af hans værker må nævnes: Essai sur les machines en general (1784), Æuvres mathématiques (1796), Réflexions sur la métaphysique du calcul infinitésimal (1797, 4. opl. 1860), Géométrie de position (1803), De la défense des places fortes (1810; hovedværk), Mémoire sur la fortification primitive (1823); flere af disse værker er oversatte til tysk og andre fremmede sprog. Også som digter optrådte Carnot, men med mindre held.